# Самородов, Борис Александрович
Борис Александрович Самородов (25 сентября 1931, Рыбинск, РСФСР, СССР — 13 февраля 2016, Уфа, Российская Федерация) — советский спидвей-гонщик, трёхкратный чемпион мира в гонках на льду; 14-кратный чемпион СССР, семикратный чемпион РСФСР и трёхкратный чемпион Спартакиад народов СССР.

## Биография
Родился в Рыбинске. В 1941 году семья была эвакуирована в Уфу. Интерес к мотоспорту ему привил отец, Александр Иванович Самородов, который сам увлекался этим видом спорта. В семь лет он посадил сына на ленинградский мотоцикл «Красный Октябрь».
В 1947 году начал ходить в ДОСАРМ — добровольное общество содействия армии. Там в мотоциклетном кружке он управлял мотоциклом «Москвич».
В 1951 году получил водительское удостоверение и начал работать на «полуторке» водителем, потом слесарем-сборщиком в 28-м цехе моторного завода. В армии также служил водителем. Служил в Новосибирске, в автобате. После армии работал водителем в 3-м тресте. В одном из первых номеров журнала «За рулем» есть заметка об уфимских водителях-стахановцах, где говорится о трудовых успехах Самородова.
Первой большой победой в мотоспорте Самородова стала победа в 1958 году в самых первых в СССР соревнованиях по спидвею на Большой спортивной арене Центрального стадиона имени Ленина в Москве, а через полгода, 1959 году на этой же арене он стал первым обладателем титулов чемпиона России и СССР по мотогонкам на льду в классе мотоциклов 350 кубических сантиметров.
Окончил Ленинградский институт физкультуры им. П. Ф. Лесгафта в 1975 году. Воспитанник спортклуба «Уфимец». На чемпионатах страны выступал за Уфу. Заслуженный мастер спорта СССР (1965).
Работал тренером сборной СССР, главным тренером уфимской команды «Башкирия», главным тренером ледового «Башкортостана», уфимского СК имени Г. Кадырова, тренером спидвей-клуба «Лукойл-Башкирия». Ученики Б. А. Самородова — Михаил Старостин, Геннадий Куриленко, Габдрахман Кадыров.

## Достижения

### Спидвей
Личный чемпионат мира по спидвею
- 1963, Лондон[англ.] — 4-е место
- 1964, Гётеборг[англ.] — 4-е место

Командный чемпионат мира по спидвею в гонках по гаревой дорожке
- 1964, Абенсберг[англ.] — 2-е место (Игорь Плеханов, Геннадий Куриленко, Юрий Чекранов, Борис Самородов)[4]
- 1966, Вроцлав[англ.] — 2-е место (Борис Самородов, Игорь Плеханов, Виктор Трофимов, Фарит Шайнуров)[4]
- 1967, Мальмё[англ.] — 3-е место, разделено с Великобританией (Игорь Плеханов, Виктор Трофимов, Борис Самородов, Габдрахман Кадыров, Фарит Шайнуров)

Личный чемпионат СССР по спидвею
- 1960 — 3-е место
- 1961 — 5-е место
- 1962 — 1-е место
- 1963 — 2-е место
- 1964 — 1-е место
- 1966 — 2-е место
- 1967 — 8-е место
- 1975 — 2-е место по ипподромным гонкам в классе 500 см³

Личный чемпионат РСФСР по спидвею
- 1960 — 2-е место
- 1961 — 2-е место

Прочее
- 1963 — Кубок Международной мотоциклетной федерации
- 1963, Швеция — Трофей наций в мотогонках по ледяной дорожке в классе 500 см³
- 1964, 1966 — Золотой шлем Чехословакии в гонках по гаревой дорожке — 3-и места

### Спидвей на льду
Личный чемпионат мира по спидвею на льду
- 1967 — 1-е место
- 1968 — 3-е место
- 1973 — 2-е место

Личный чемпионат СССР по спидвею на льду в классе 350 см³
- 1959 — 1-е место
- 1961 — 1-е место
- 1962 — 1-е место

## Награды
- Орден "Дружбы народов" (2004)[5]